# Volodja Peer
Volodja Peer (* 28. August 1931 in Celje in Jugoslawien; † 20. Juli 1987 in Krk) war ein jugoslawischer Schauspieler.
In seiner jugoslawischen Heimat wirkte Peer an zahlreichen Theater- und Fernsehproduktionen mit.
Internationale Bekanntheit erlangte Peer, als er 1984 in der deutsch-österreichischen Fernsehproduktion Der Sonne entgegen, den Melonenhändler Mirko spielte. Die Serie wurde u. a. an der kroatischen Küste (damals Jugoslawien) gedreht. Da Peer über gute Deutsch-Kenntnisse verfügte, musste er nicht synchronisiert werden.
1987 verstarb er im Alter von nur 56 Jahren auf der Insel Krk.